# سلطان فيرق

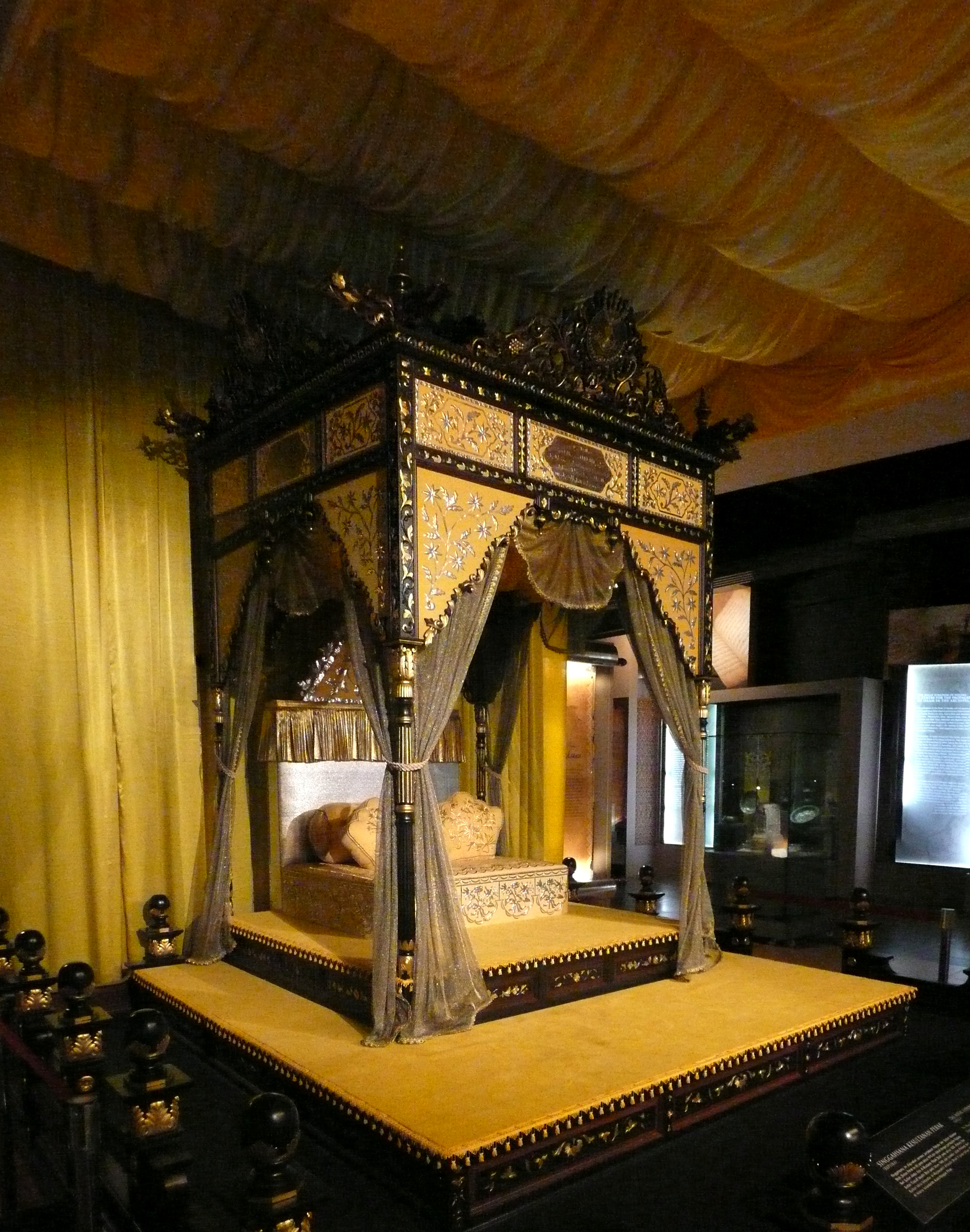
نسخة طبق الأصل من عرش فيرق الملكي في المتحف الوطني

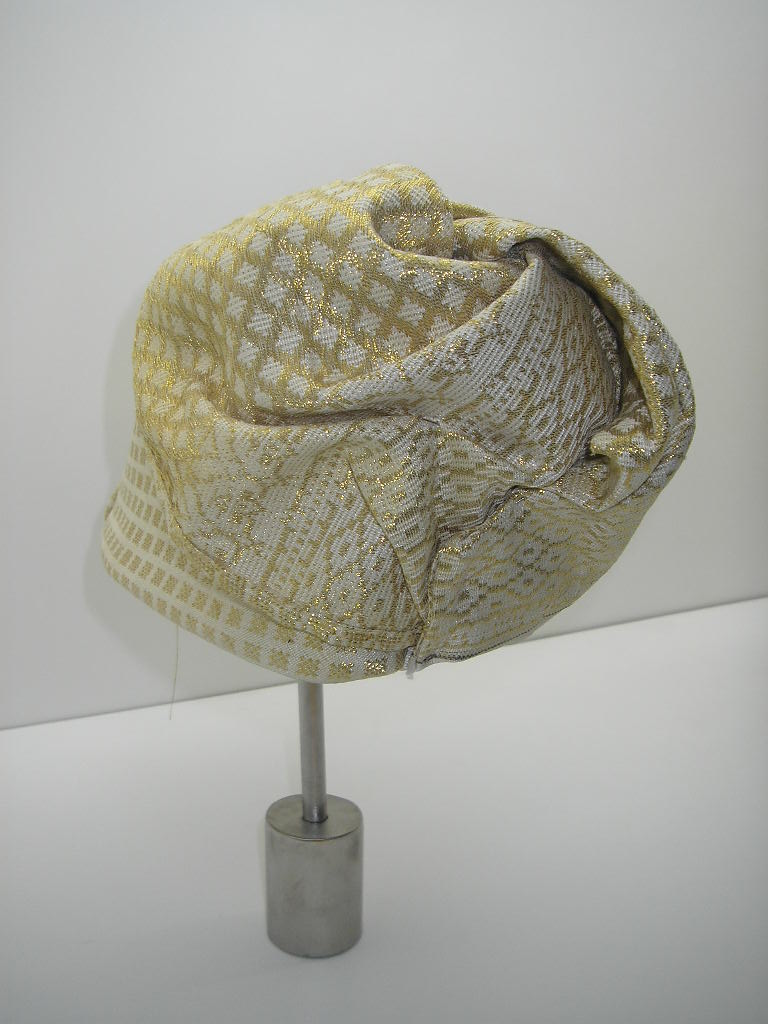
هذا التنغكولوك الأبيض المطرز بخيط فضي، والمربوط بأسلوب Ayam Patah Kepak ("الديك ذو الأجنحة المكسورة") ، هو غطاء الرأس لسلطان فيرق.

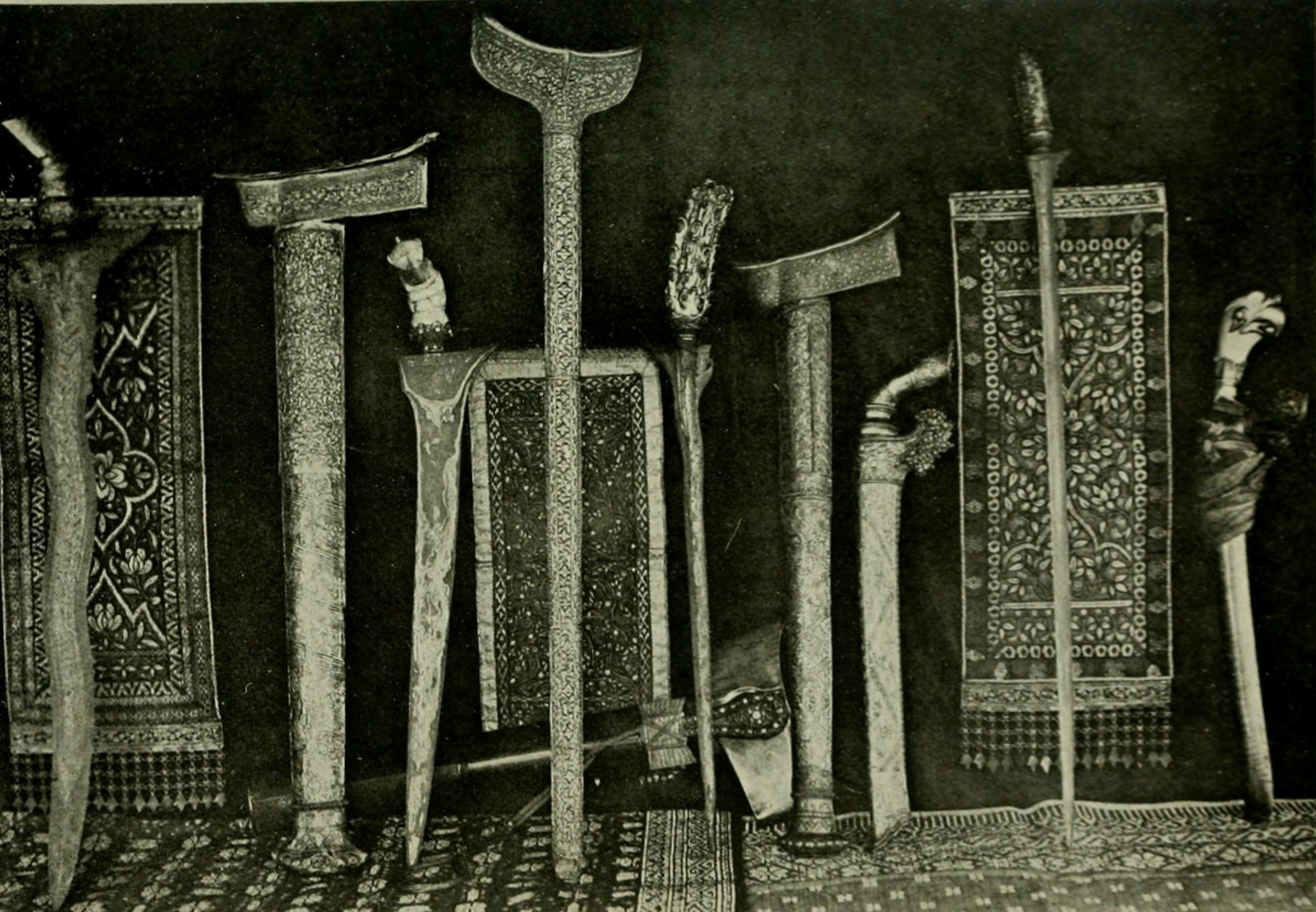
ممتلكات فيرق الملكية

سلطان فيرق هو أحد أقدم المقاعد الوراثية بين ولايات ملايا. عندما سقطت سلطنة ملقا في يد البرتغال عام 1511، تراجع السلطان محمود شاه الأول إلى كامبار في سومطرة، وتوفي هناك عام 1528. وخلف وراءه أميران هما السلطان علاء الدين ريات شاه الثاني والسلطان مظفر شاه. ذهب الأول لتأسيس سلطنة جوهر. بينما ذهب مظفر شاه لحكم فيرق، وأصبح أول سلطان لفيرق.

## قائمة سلاطين فيرق

### سلالة ملقا
| م | الاسم                                                 | فتره الحكم  |
| - | ----------------------------------------------------- | ----------- |
| 1 | السلطان مظفر شاه الأول بن السلطان محمود شاه           | 1528-1549   |
| 2 | السلطان منصور شاه الأول بن السلطان مظفر شاه الأول     | 1549-1577   |
| 3 | السلطان أحمد تاج الدين شاه بن السلطان منصور شاه الأول | 1577-1584   |
| 4 | السلطان تاج العارفين بن السلطان منصور شاه الأول       | 1584-1594   |
| 5 | السلطان علاء الدين شاه                                | 1594-1603   |
| 6 | السلطان مقدم شاه بن السلطان منصور شاه الأول           | 1603 - 1619 |
| 7 | السلطان منصور شاه الثاني                              | ١٦١٩-١٦٢٧   |
| 8 | السلطان محمود شاه الأول بن السلطان منصور شاه الأول    | ١٦٢٧-١٦٣٠   |
| 9 | السلطان صالح الدين شاه بن السلطان محمود شاه الأول     | ١٦٣٠-١٦٣٦   |

### سلالة سياك
| م  | الاسم                                                                          | فترة الحكم                      |
| -- | ------------------------------------------------------------------------------ | ------------------------------- |
| 10 | السلطان مظفر شاه الثاني ابن السلطان أحمد شاه الثاني                            | 1636–1653                       |
| 11 | السلطان محمود إسكندر شاه، ابن السلطان مظفر شاه                                 | 1653–1720                       |
| 12 | السلطان علاء الدين مغيات شاه بن السلطان منصور شاه الثالث                       | 1720–1728                       |
| 13 | السلطان مظفر رياض شاه الثالث بن منصور شاه الثالث (حكم الجزء الشمالي من فيرق)   | 1728–1752                       |
| 14 | السلطان محمد مغاية شاه بن السلطان منصور شاه الثالث (حكم الجزء الجنوبي من فيرق) | 1744–1750                       |
| 15 | السلطان إسكندر ذو القرنين بن السلطان محمد مغاية شاه                            | 1752–1765                       |
| 16 | السلطان محمد شاه الثاني بن السلطان محمد مغاية شاه                              | 1765–1773                       |
| 17 | السلطان علاء الدين منصور شاه بن السلطان محمد مغايى شاه                         | 1773–1786                       |
| 18 | السلطان أحمد الدين شاه بن السلطان محمد مغاية شاه                               | 1786–1806                       |
| 19 | السلطان عبد الملك منصور شاه بن السلطان أحمد الدين شاه                          | 1806–1825                       |
| 20 | السلطان عبد الله معظم شاه الأول بن السلطان عبد الملك منصور شاه                 | 1825–1830                       |
| 21 | السلطان شهاب الدين رياض شاه بن راجا لونو                                       | 1830–1851                       |
| 22 | السلطان عبد الله محمد شاه الأول بن راجا بيكسيل عبد الرحمن                      | 1851 - 1857                     |
| 23 | السلطان جعفر سيف الدين معظم شاه بن راجا أحمد تاج الدين رياض شاه                | 1857 - 1865                     |
| 24 | السلطان علي المتوكل عناية شاه بن السلطان شهاب الدين رياض شاه                   | 1865–1871                       |
| 25 | السلطان إسماعيل محب الدين رياض شاه بن السيد شيخ الخيرات                        | 1871–1874                       |
| 26 | السلطان عبد الله محمد شاه الثاني بن السلطان ظافر سيف الدين معظم شاع            | 1874–1876                       |
| 27 | السلطان يوسف شرف الدين مظفر شاه بن السلطان عبد الله محمد شاه الأول             | 1886–1887 (وصي العرش 1877–1886) |
| 28 | السلطان إدريس مرشد العزم شاه بن راجا بندهارا إسكندر                            | 1887–1916                       |
| 29 | السلطان عبد الجليل كرامة الله نصر الدين شاه بن السلطان إدريس مرشد العزم شاه    | 1916–1918                       |
| 30 | السلطان إسكندر شاه بن السلطان إدريس مرشد العظام شاه                            | 1918–1938                       |
| 31 | السلطان عبد العزيز المعتصم بالله بن راجا مودا موسى                             | 1938–1948                       |
| 32 | السلطان يوسف عز الدين شاه بن السلطان عبد الجليل كرامة الله نصر الدين           | 1948–1963                       |
| 33 | السلطان إدريس إسكندر المتوكل على الله شاه بن السلطان إسكندر شاه                | 1963–1984                       |
| 34 | عزلن محب الدين شاه                                                             | 1984–2014                       |
| 35 | نزرين شاه سلطان فيرق                                                           | 2014–present                    |